# Urmas Paet
Urmas Paet, född 20 april 1974 i Tallinn i Estniska SSR i dåvarande Sovjetunionen, är en estnisk politiker som är medlem av Estniska reformpartiet. Mellan 2005 och 2014 var han Estlands utrikesminister. Han efterträddes på posten av Keit Pentus-Rosimannus.

## Biografi
Paet studerade statsvetenskap vid Tartu universitet där han tog examen 1996. Han arbetade som radio- och tidningsjournalist från 1991 till 1999. Han var borgmästare för distriktet Nõmme i Tallinn från 1999 till 2003. Han var Estlands kulturminister från 2003 till 2005 och utrikesminister 2005 till 2014. Från år 2014 är han ledamot av Europaparlamentet, där han numera är vice ordförande i utskottet för utrikesfrågor. Han är ledamot i underutskottet för säkerhet och försvar, delegationen till den gemensamma parlamentarikerkommittén EU-Chile, delegationen för förbindelserna med länderna i Sydostasien och Sydostasiatiska nationers förbund (Asean) samt delegationen till den parlamentariska församlingen EU-Latinamerika. Paet är suppleant för utskottet för internationell handel och för delegationen för förbindelserna med Japan.